# Luzaga (kommunhuvudort)
Luzaga är en kommunhuvudort i Spanien.   Den ligger i provinsen Provincia de Guadalajara och regionen Kastilien-La Mancha, i den centrala delen av landet, 120 km nordost om huvudstaden Madrid. Luzaga ligger 1 076 meter över havet och antalet invånare är 105.
Terrängen runt Luzaga är huvudsakligen platt. Luzaga ligger nere i en dal. Runt Luzaga är det mycket glesbefolkat, med 2 invånare per kvadratkilometer. Närmaste större samhälle är Sigüenza, 19,7 km nordväst om Luzaga. 